# Georges Choumnos
Georges Choumnos (en grec Γεώργιος Χοῦμνος ; mort après 1342) est un homme d'État byzantin.

## Biographie
Georges Choumnos est un fils du savant et homme d'État Nicéphore Choumnos, et un frère du général et homme d'État Jean Choumnos,. Il est probablement identifiable au megas stratopedarchēs Choumnos qui, en 1328, lors de la dernière phase de la guerre civile byzantine de 1321-1328 (en), est gouverneur de Thessalonique et qui défend sans succès la ville contre les forces d'Andronic III Paléologue,. Il apparaît ensuite à la fin du règne d'Andronic III, à partir de 1337, occupant la position d’epi tēs trapezēs (maître de la table impériale). Il est à l'évidence une personne influente : son fils au nom inconnu est apparenté à Andronic III, des écrits mentionnent que Georges lui-même prend la parole en premier lors de conseils impériaux, avant même un proche et assistant d'Andronic III, le megas domestikos Jean Cantacuzène,. En 1339, il est également mentionné comme chef (kephalatikeuon) d'un des districts de Constantinople.
Lors de la guerre civile byzantine de 1341–1347, il reste loyal au fils en bas âge d'Andronic III, Jean V Paléologue, et s'oppose à Cantacuzène ; en récompense, il est élevé au rang de megas stratopedarchēs lors du couronnement de Jean V le 19 novembre 1341,. Une de ses nièces devient même la seconde épouse d'un des principaux meneurs du conseil de régence d'Andronic III, Alexis Apokaukos ; mais fin 1342, Choumnos tombe en disgrâce auprès d'Apokaukos lorsqu'il plaide en faveur de la paix avec Cantacuzène, et est assigné à résidence,. Peut-être est-il identifiable au moine nommé Gerasimos Choumnos, ce qui indiquerait qu'il aurait été peu après forcé de se retirer dans un monastère,.